# Арт-Партнёр XXI
«Арт-Партнёр XXI» — российское театральное агентство, занимающееся постановкой спектаклей при участии звёзд российского театра и кино, организацией гастролей, фестивалей, а также международным сотрудничеством в области культуры.
Основано в 1996 году выпускником режиссёрского факультета ГИТИСа Леонидом Роберманом, первым спектаклем агентства была комедия по пьесе Андре Руссена «Какая идиотская жизнь» с участием Натальи Гундаревой, Армена Джигарханяна и Валерия Гаркалина. К середине 2010-х годов поставлено в общей сложности около 40 спектаклей, ежемесячно агентство даёт 15—20 спектаклей в Москве, организует гастроли по городам России, СНГ, Европы и США.